# Úhořilka
Úhořilka település Csehországban, a Havlíčkův Brod-i járásban. Úhořilka Úsobí, Kochánov és Lípa településekkel határos. Lakosainak száma 50 fő (2024. január 1.).

## Népesség
A település lakosságának változását az alábbi diagram mutatja:
| Lakosok száma | 167  | 167  | 159  | 94   | 46   | 47   | 49   | 44   | 48   | 50   |
|               | 1869 | 1890 | 1921 | 1950 | 1980 | 2001 | 2017 | 2019 | 2022 | 2024 |